# Municipio de Jackson (condado de Dallas, Arkansas)
El municipio de Jackson (en inglés: Jackson Township) es un municipio ubicado en el condado de Dallas en el estado estadounidense de Arkansas. En el año 2010 tenía una población de 190 habitantes y una densidad poblacional de 2,05 personas por km².

## Geografía
El municipio de Jackson se encuentra ubicado en las coordenadas 33°50′48″N 92°31′59″O / 33.84667, -92.53306. Según la Oficina del Censo de los Estados Unidos, el municipio tiene una superficie total de 92.84 km², de la cual 92,82 km² corresponden a tierra firme y (0,01 %) 0,01 km² es agua.

## Demografía
Según el censo de 2010, había 190 personas residiendo en el municipio de Jackson. La densidad de población era de 2,05 hab./km². De los 190 habitantes, el municipio de Jackson estaba compuesto por el 90,53 % blancos, el 9,47 % eran afroamericanos. Del total de la población el 0,53 % eran hispanos o latinos de cualquier raza.